# Эспумозу
Эспумозу (порт. Espumoso) — муниципалитет в Бразилии, входит в штат Риу-Гранди-ду-Сул. Составная часть мезорегиона Северо-запад штата Риу-Гранди-ду-Сул. Входит в экономико-статистический микрорегион Крус-Алта. Население составляет 14 663 человека на 2006 год. Занимает площадь 783,114 км². Плотность населения — 18,7 чел./км².

## История
Город основан 28 февраля 1955 года.

## Статистика
- Валовой внутренний продукт на 2003 составляет 194.513.106,00 реалов (данные: Бразильский институт географии и статистики).
- Валовой внутренний продукт на душу населения на 2003 составляет 13.030,96 реалов (данные: Бразильский институт географии и статистики).
- Индекс развития человеческого потенциала на 2000 составляет 0,787 (данные: Программа развития ООН).

## География
Климат местности: субтропический гумидный.